# Wehranlage (Haslach an der Mühl)

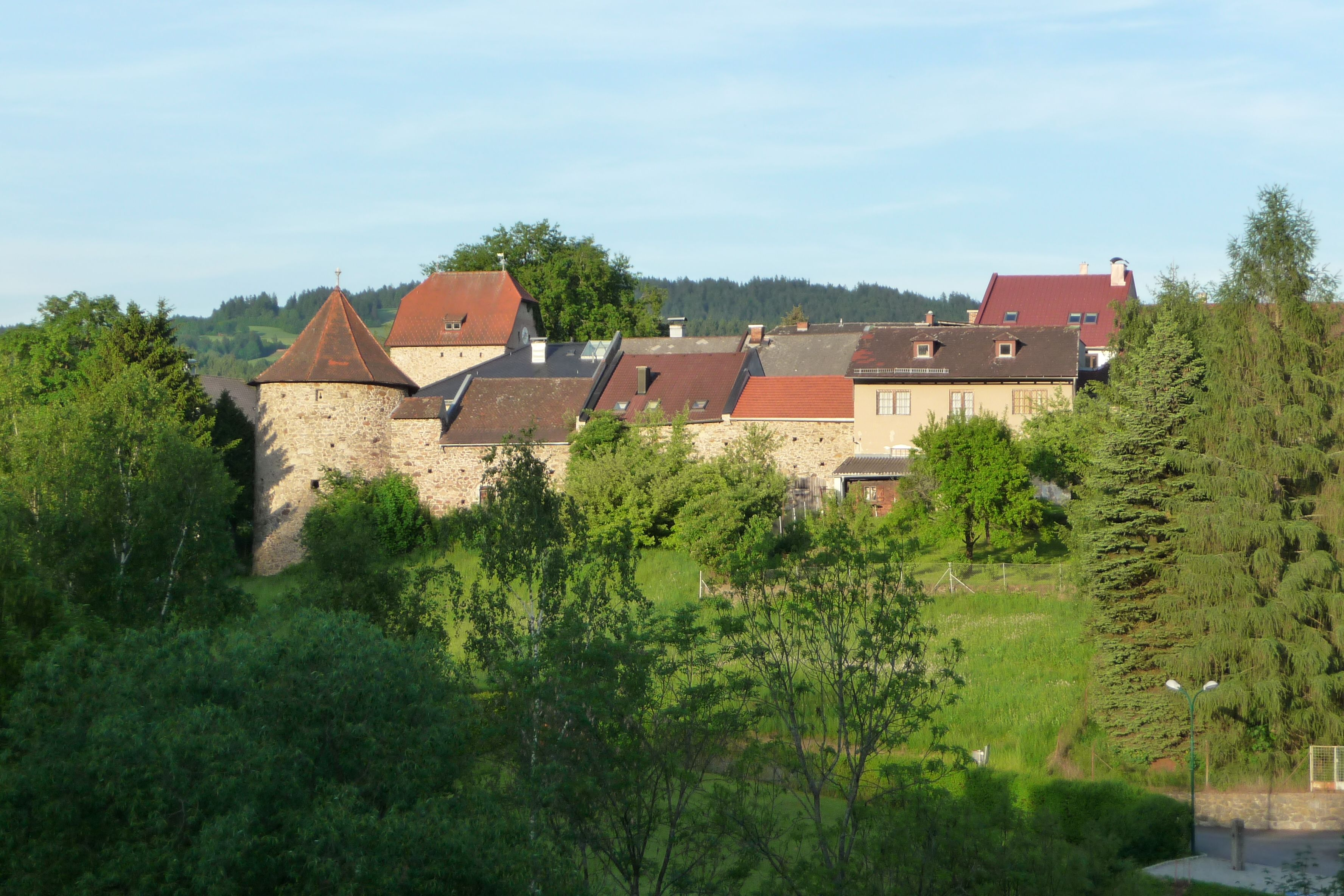
Alte Befestigungsmauer von Haslach

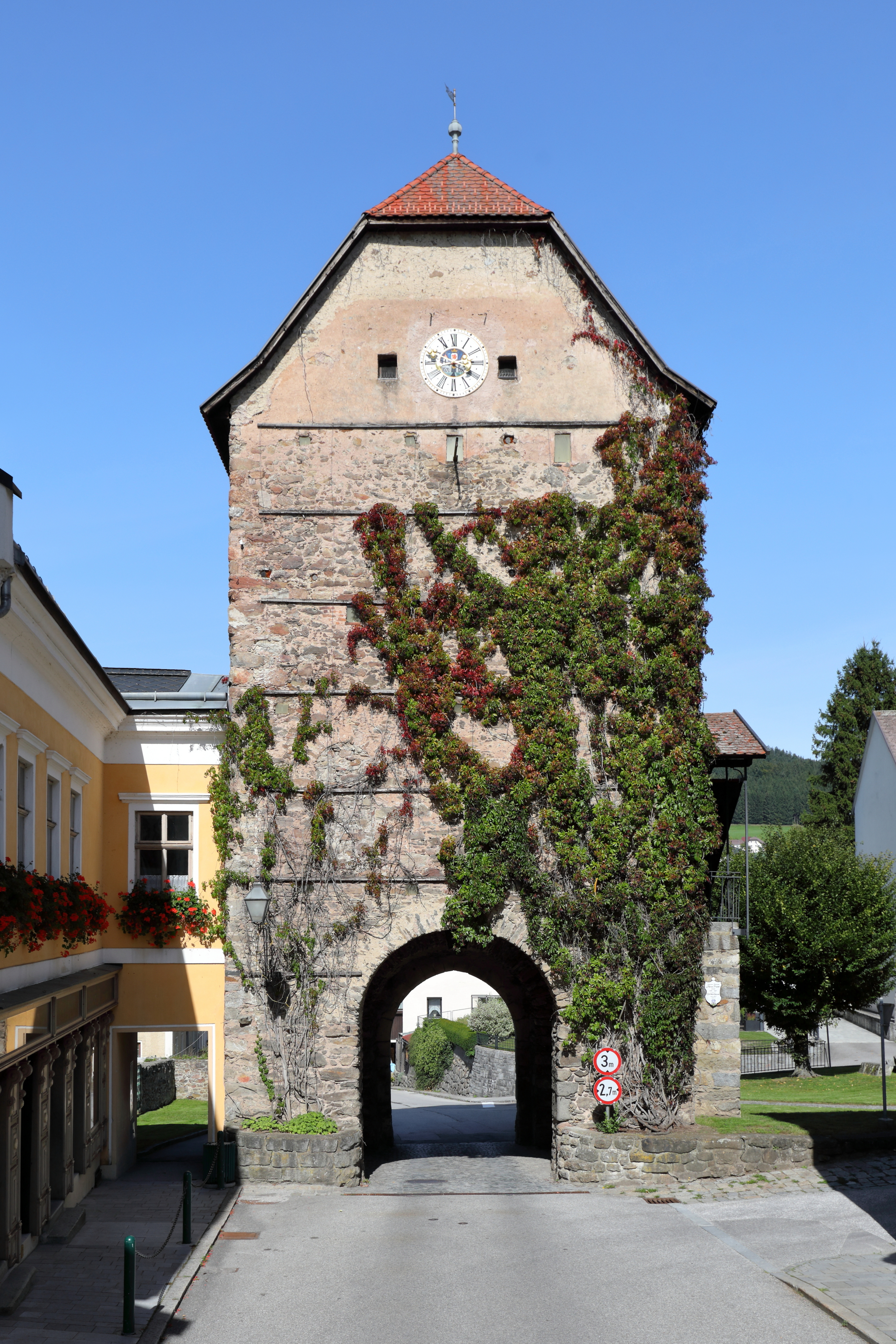
Unterer Torturm, seit 1927 als Heimatmuseum in Verwendung

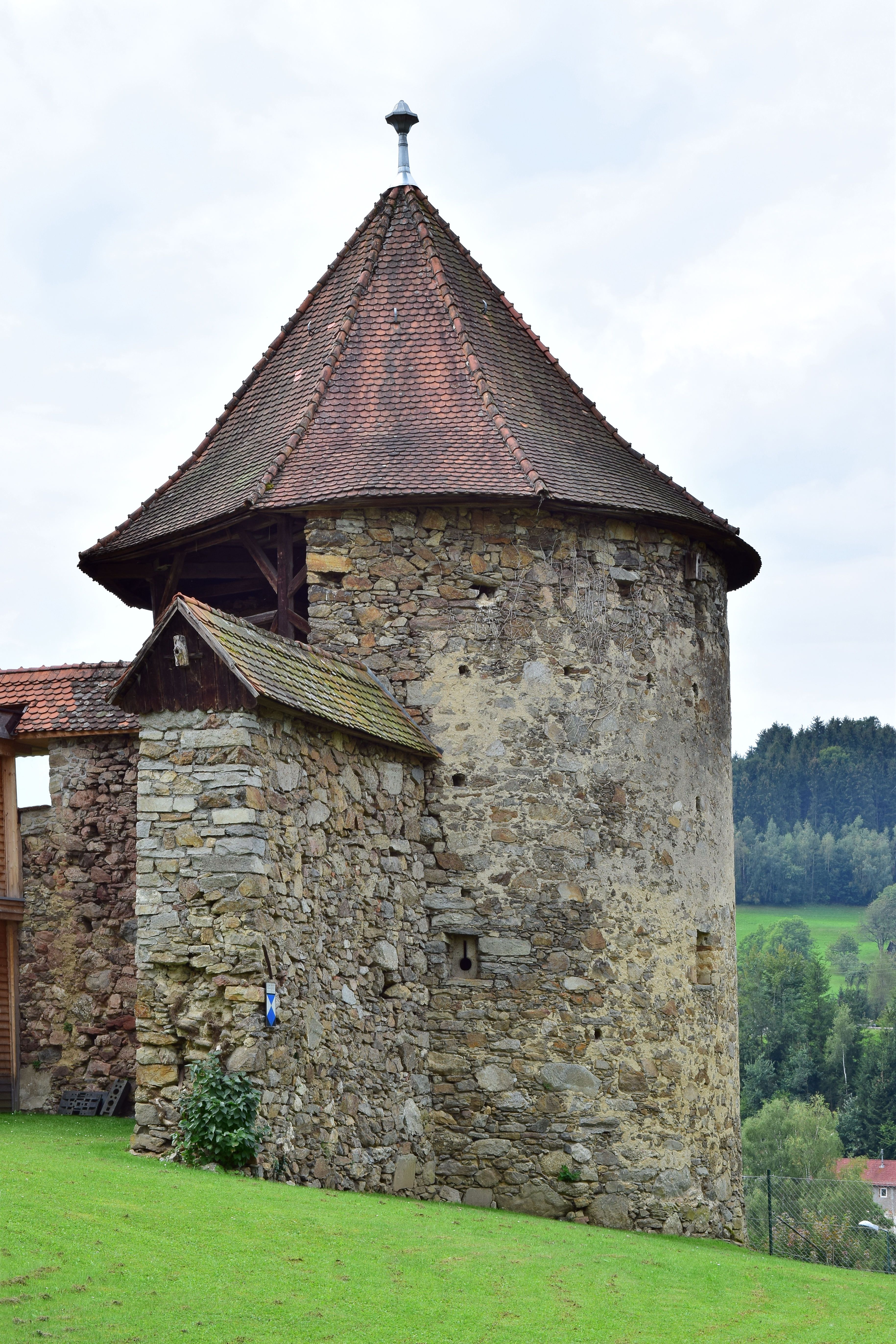
Wehrturm mit Mauerstück

Die Wehranlage in Haslach an der Mühl ist eine mittelalterliche Befestigungsanlage um den Ortskern der Marktgemeinde Haslach an der Mühl. Die Anlage wurde 1341 erstmals urkundlich erwähnt und ab 1826 teilweise abgetragen oder durchbrochen.

## Geschichte
Die Wehranlage wurde erstmals 1341 als „Veste“ des Bischofs Albert von Passau genannt. 1487 erfolgte die Instandsetzung und Erneuerung durch Wok II. von Rosenberg. Ab 1826 erfolgte der teilweise Abbruch der Befestigungsanlage, wobei auch mehrere Durchbrüche entstanden. 1867 wurde der Obere Torturm an der Ostseite des Marktes abgerissen. Die Restaurierung der Marktmauer begann 1993.

## Bauwerk
Die annähernd rechteckige Wehranlage um den Markt Haslach wurde in ihrer heutigen Form im 14. und 15. Jahrhundert errichtet und besteht aus der Marktmauer, ursprünglich zwei Tortürmen sowie Schalentürmen an der Nordwestecke und in der Mitte der Südmauer. In der Westmauer finden sich noch Reste eines weiteren Turms. 
Die Wehranlage wurde großteils in die spätere Verbauung miteinbezogen, sodass zahlreiche Gebäude Teile der Mauer umfassen. Der erhaltene Untere Torturm beherbergt seit 1927 das Heimathaus. Bei dem Torturm handelt es sich um einen mächtigen, zweizonigen Turm über nahezu quadratischem Grundriss mit kreuzgratgewölbter Durchfahrt. Des Weiteren besitzt der Turm ein angestiftetes Schopfwalmdach, ein spitzbogiges Einfahrtstor und verschiedene Fenstertypen mit teilweise spätgotischen Fassungen. Das Innere des Torturms wurde dreigeschoßig ausgebaut.